# Peire de Monzón
Peire de Monzó(n) (activo en 1173), también Pere de Montsó, fue un trovador aragonés, aunque no ha sobrevivido ninguna de sus composiciones. Posiblemente su origen esté en Monzón, en Aragón, pero puede ser originario de Monzón de Campos en Castilla, como pensaba Ramón Menéndez Pidal. Es el sujeto de la octava estanza de una famosa sátira de doce trovadores de Peire d'Alvernhe. La estanza tiene diferentes lecturas:

Ab Peire de Monzo so set,
pos lo coms de Tolosa·l det,
chantan, un sonet avinen,
e cel fon cortes que·l raubet [...]

Ab Peire de Monzo son set,
pus que·l coms de Toloza·l det
qu'anc no soanet d'avinen [...]
Con Peire de Monzo son siete,
a quienes el conde de Tolosa dio,
cantan, una melodía conveniente,
y fue cortés el que la robó [...]

Con Peire de Monzo son siete,
ya que el conde de Tolosa,
que nunca se burló de nada que fuese, dijo así [...]

El verso no está nada claro. La primera lectura sugiere que Raimundo V de Tolosa había oído a Pere cantando. Sin embargo, si la reconstrucción de los hechos que rodean a la sátira de Peire d'Alvernhe de Pattison es correcta, Pere de Montsó estaba relacionado con el entorno español (posiblemente como trovador de Leonor Plantagenet, hija de Enrique II de Inglaterra y prometida de Alfonso VIII de Castilla, que viajaba por Gascuña de camino a España cuando ella y su cortejo fueron entretenidos por la sátira de Peire. Pattison sugiere sobre la base de esta estanza, que el grupo también habría viajado por tierras de Toulouse y se encontraron en presencia del Conde, de cuyas acciones en la época no se conocen otras noticias. 
En la segunda lectura, está claro que Raimundo V supuestamente compuso una melodía que fue empleada más tarde por Pere, pero si fue robada a Pere por una tercera persona o si Pere fue considerado ladrón por usar la música de otro no está claro.